# Mount Glasgow
Mount Glasgow ist ein 2490 m hoher Berg im Norden des ostantarktischen Viktorialands. In der Explorers Range der Bowers Mountains ragt er 6 km nordwestlich des Mount Webb auf.
Teilnehmer einer von 1967 bis 1968 durchgeführten Kampagne der New Zealand Geological Survey Antarctic Expedition benannten ihn nach J. Glasgow, der an dieser Kampagne als Feldforschungsassistent beteiligt war.